# Cuoguo
Cuoguo (kinesiska: 措果, 措果乡) är en socken i Kina. Den ligger i den autonoma regionen Tibet, i den sydvästra delen av landet, omkring 380 kilometer väster om regionhuvudstaden Lhasa. Antalet invånare är 3 556. Befolkningen består av 1 790 kvinnor och 1 766 män. Barn under 15 år utgör 26,0 %, vuxna 15-64 år 69 %, och äldre över 65 år 3,0 %.
Genomsnittlig årsnederbörd är 990 millimeter. Den regnigaste månaden är juli, med i genomsnitt 224 mm nederbörd, och den torraste är december, med 5 mm nederbörd.